# Culicoides lasaensis
Culicoides lasaensis är en tvåvingeart som beskrevs av Lee 1979. Culicoides lasaensis ingår i släktet Culicoides och familjen svidknott.
Artens utbredningsområde är Tibet. Inga underarter finns listade i Catalogue of Life.